# 恩里科·卡維利亞

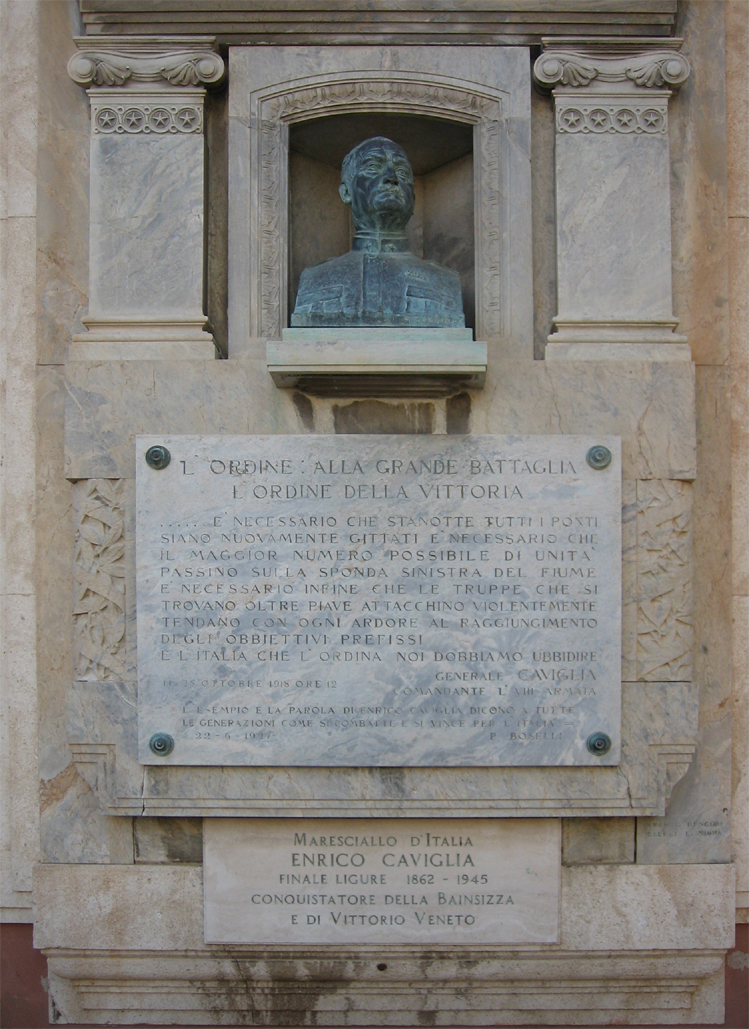
恩里科·卡維利亞

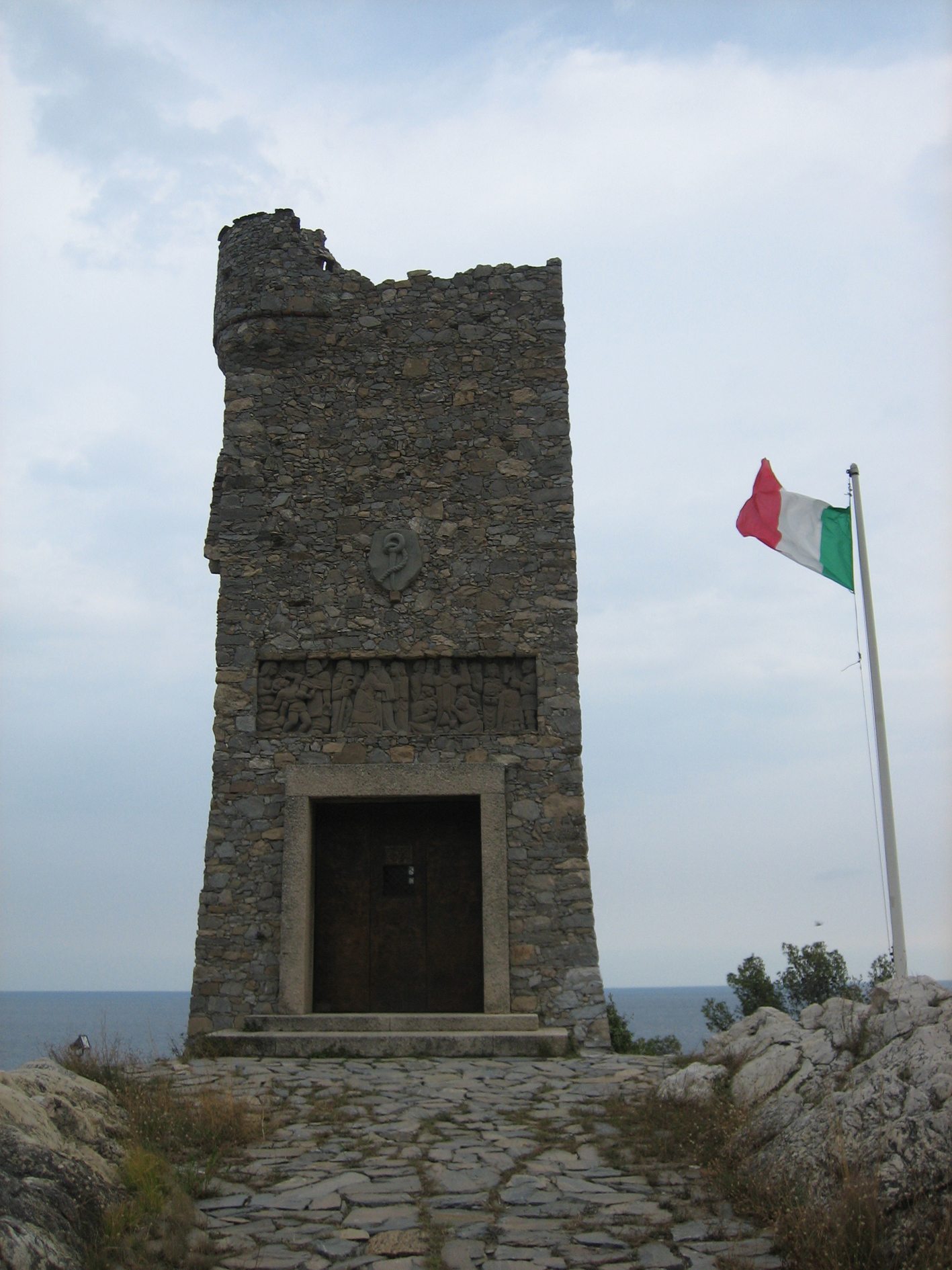
恩里科·卡維利亞墓地

恩里科·卡維利亞（1862年5月4日—1945年3月22日），意大利陸軍元帥。曾任駐日本武官和駐清朝武官。
1. ↑  Rotem Kowner. Scarecrow , 编. . 2006: 83. ISBN 0-8108-4927-5 （英语）.